# Almansa
Ne pas confondre avec Almanza, commune de Castille-et-León. Voir aussi le père Rafael Almansa.
Almansa est une commune d'Espagne de la province d'Albacete dans la communauté autonome de Castille-La Manche.

## Géographie
La municipalité est limitrophe avec les provinces d'Alicante, de Valence et la région de Murcie.

## Histoire

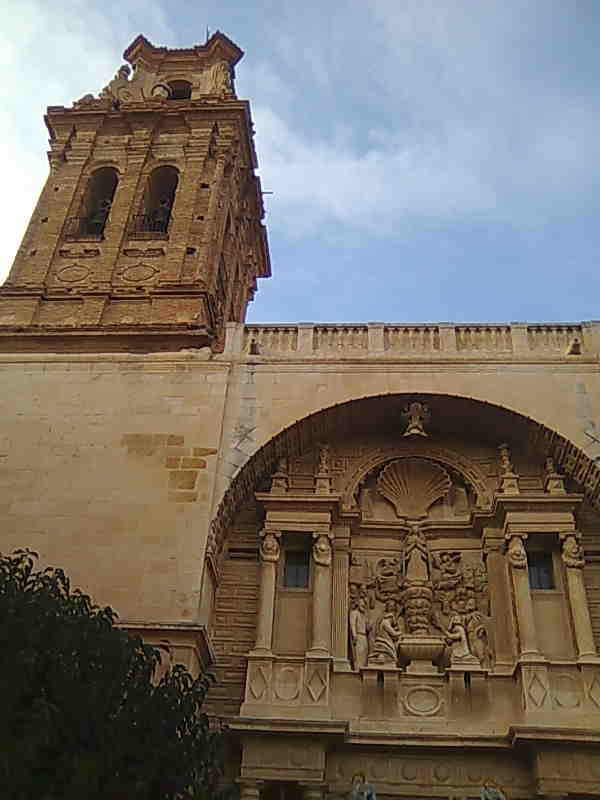
Église La Asunción.

En 1476, Almansa a été définitivement rattachée à la Couronne des Rois Catholiques comme d'autres villages du marquisat de Villena.
Aux environs d'Almansa a été livrée une importante bataille en 1707, la Bataille d'Almansa durant la guerre de Succession d'Espagne. Cette bataille a été décisive pour asseoir Philippe V sur le Trône d'Espagne. En commémoration de cette bataille, a été élevé, au XVIIIe siècle, un monolithe aujourd'hui disparu.
Depuis 1778 et par décision de Charles III, cette ancienne ville a pris le titre de Cité.

## Démographie
| 1900   | 1910   | 1920   | 1930   | 1940   | 1950   | 1960   | 1970   | 1981   | 1991   | 1996   | 2001   | 2005   | 2009   | 2015   |
| ------ | ------ | ------ | ------ | ------ | ------ | ------ | ------ | ------ | ------ | ------ | ------ | ------ | ------ | ------ |
| 11 180 | 11 887 | 12 589 | 14 630 | 16 025 | 15 990 | 15 391 | 16 965 | 20 331 | 22 599 | 23 507 | 23 531 | 24 974 | 25 727 | 24 837 |

## Administration
| Période                                  | Période | Identité | Étiquette | Qualité |
| ---------------------------------------- | ------- | -------- | --------- | ------- |
|                                          |         |          |           |         |
| Les données manquantes sont à compléter. |         |          |           |         |

### Jumelages
- Saint-Médard-en-Jalles (France) depuis 1990[1]

## Économie
Almansa est étroitement liée à la vallée du Vinalopó (Alicante), en particulier pour l'industrie de la chaussure et aussi pour les fêtes des Maures et Chrétiens.[pas clair]

## Personnalités liées à la commune
- Santiago Bernabéu (1895-1978), joueur de football et président historique du Real Madrid.
- Tadeo Pereda González, inventeur d'un appareil destiné à permettre l'émission de la parole aux opérés du larynx.
- Herminio Almendros, pédagogue, père du cinéaste Néstor Almendros.
- Alicia Giménez Bartlett (1951-), écrivaine.
- José Luis Sánchez, sculpteur.
- Antonio Pastor (1920-2005), personnalité connue pour une imposture célèbre durant la Seconde Guerre mondiale.
- Belén Garijo (1960-), médecin et directrice d'entreprises.
- Julián López Milla (1971-), homme politique espagnol, membre du Parti socialiste ouvrier espagnol (PSOE).
- Diego Milán (1985-), coureur cycliste.
- Aitor Escobar (1991-), coureur cycliste.